# Härsö
Härsö är en ö i Tyresö kommun mellan Brevikshalvön och Ingarö. Ön är ca 1,7 km lång och är till största delen bevuxen med hällmarkstallskog. På ön finns Domkyrkan, ett av skärgårdens högsta berg.
På Härsö, som ägs av Erstaviks Fideikommiss, har Ropstens Båtklubb samt Nacka Förenade Båtklubbar sina klubbhamnar. Dessa hamnar är avsedda för föreningarnas medlemmar.

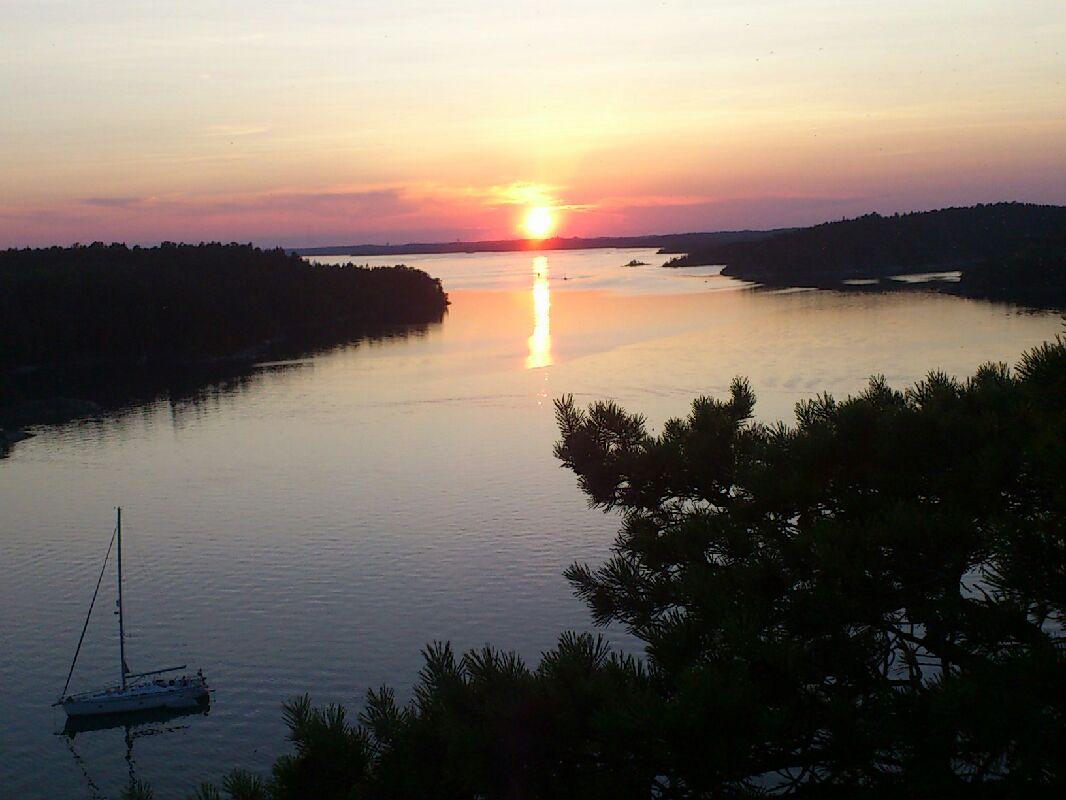
Utsikt från Domkyrkan.